# Pára

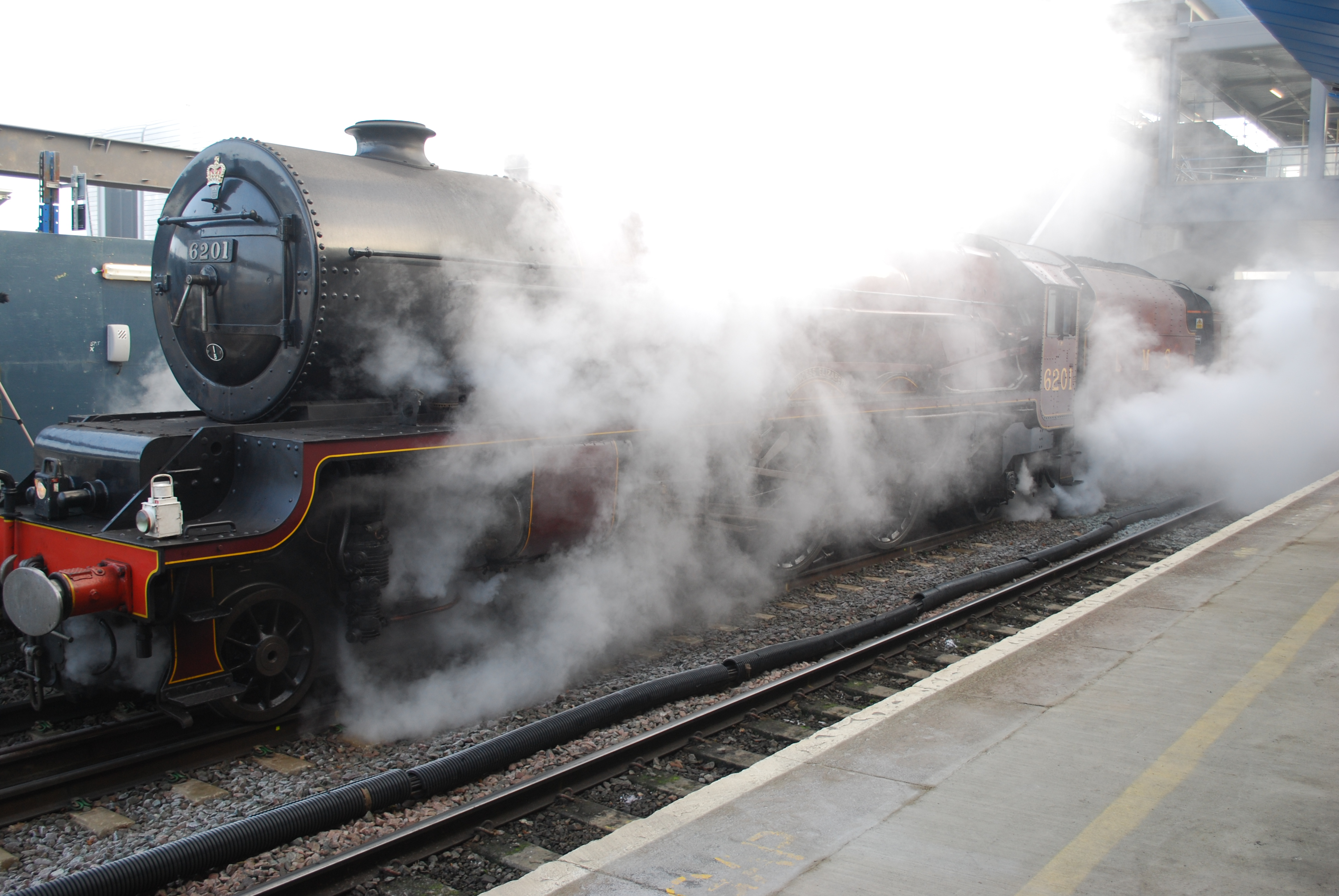
vodní pára

Pára je obecné označení pro plynné skupenství nějaké látky.
V technické praxi se toto označení převážně používá jen pro plynné skupenství vody, jehož správné pojmenování je vodní pára. V hovorové mluvě se tak označuje i bílá vodní mlha.
Pára označuje plyn, který lze zkapalnit izotermickou kompresí. Proto by neměl být plyn při vyšších teplotách než kritické teplotě nazýván párou, protože ten izotermickou kompresí zkapalnit nelze.

## Vznik páry
- Pára může vznikat několika způsoby:
  - Sublimace – odpařování z povrchu pevného tělesa
  - Vypařování – odpařování pouze z povrchu kapaliny; probíhá při každé teplotě
  - Var – vypařování z celého objemu kapaliny
  - chemická reakce (typicky hoření) – pára vznikne jako produkt chemické reakce látek, obsahujících komponenty, potřebné ke vzniku dané látky v plynném skupenství. Například pro vodní páru je to kyslík a vodík. Tyto reakce jsou často exotermické, vzniklá látka proto má plynné nebo pevné skupenství (dým), ne však kapalné.

## Druhy páry
- Sytá pára – má teplotu přesně odpovídající teplotě kapaliny v termodynamické rovnováze
  - Vlhká pára nebo také mokrá pára – sytá pára s kapičkami kapaliny
  - Suchá pára – sytá pára bez zbytků kapaliny, někdy se tak označuje i mírně přehřátá pára
- Přehřátá pára – pára o vyšší teplotě, než by odpovídalo termodynamické rovnováze s kapalinou
- Ostrá pára – vodní pára odebíraná přímo z kotle (má tlak i teplotu odpovídající výstupu z kotle nebo přehřívače)